# Ełk (gemeente)

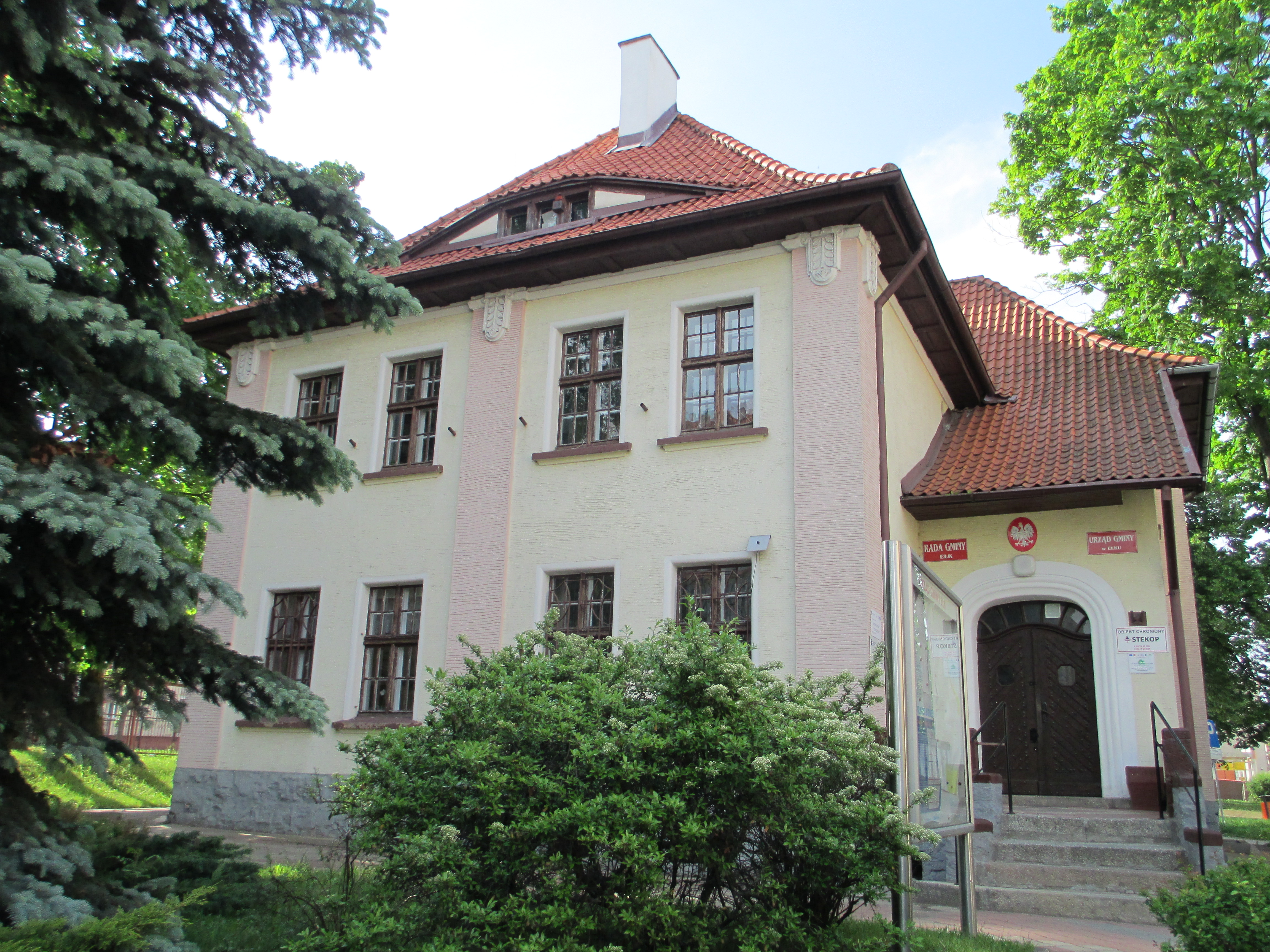
Gemeentehuis van Ełk

De gemeente Ełk is een landgemeente in het Poolse woiwodschap Ermland-Mazurië, in powiat Ełcki.
De zetel van de gemeente is in Ełk.
Op 30 juni 2004 telde de gemeente 10.064 inwoners.

## Oppervlaktegegevens
In 2002 bedroeg de totale oppervlakte van gemeente Ełk 378,61 km², waarvan:
- agrarisch gebied: 54%
- bossen: 25%

De gemeente beslaat 34,05% van de totale oppervlakte van de powiat.

## Demografie
Stand op 30 juni 2004:
| Omschrijving                   | Totaal | Totaal | Vrouwen | Vrouwen | Mannen | Mannen |
| ------------------------------ | ------ | ------ | ------- | ------- | ------ | ------ |
| eenheid                        | aantal | %      | aantal  | %       | aantal | %      |
| inwoners                       | 10.064 | 100    | 4936    | 49      | 5128   | 51     |
| bevolkingsdichtheid (inw./km²) | 26,6   | 26,6   | 13      | 13      | 13,5   | 13,5   |

In 2002 bedroeg het gemiddelde inkomen per inwoner 1437,74 zł.

## Administratieve plaatsen (sołectwo)
Bajtkowo, Barany, Bartosze-Judziki-Buniaki, Bienie, Bobry-Zdunki, Borki-Borecki Dwór, Buczki-Szeligi, Chełchy-Czaple, Chruściele-Ełk POHZ, Chrzanowo, Ciernie-Niekrasy, Guzki, Kałęczyny-Giże-Brodowo, Karbowskie, Konieczki, Krokocie, Lepaki Wielkie, Maleczewo, Malinówka Wielka, Małkinie, Mącze, Mąki, Miluki, Mołdzie, Mostołty-Tracze, Mrozy Wielkie, Nowa Wieś Ełcka, Oracze-Wityny, Piaski, Pistki, Płociczno, Przykopka, Przytuły-Rydzewo, Regiel, Rękusy, Rostki Bajtkowskie, Rożyńsk, Ruska Wieś, Sajzy, Sędki-Lega, Siedliska, Sordachy-Koziki-Regielnica, Straduny-Chojniak-Janisze-Skup, Suczki, Szarejki-Szarek, Śniepie, Talusy, Woszczele.

## Overige plaatsen
Białojany, Lepaki Małe, Malinówka Mała, Mrozy Małe, Pisanica, Rymki, Zdedy.

## Aangrenzende gemeenten
Biała Piska, Kalinowo, Olecko, Orzysz, Prostki, Stare Juchy, Świętajno